# 冯定 (唐朝)
冯定（？—846年），字介夫，婺州东阳县（今浙江省东阳市）人，唐朝政治人物，冯宿弟，仪貌壮伟，与冯宿齐名，冯定与冯宿都有文才，冯定才华更高一些。
冯定寄居苏州，頔担任苏州刺史，与他关系很好。于頔在襄州担任山南东道节度使，冯定乘驴至军门；军吏来不及通报，冯定没有停留而离去。于頔惭愧，鞭笞军吏，派人骑快马带着钱五十万，追到边境道歉。冯定在旅店吃饭，写信责备于頔贵傲不能礼贤下士，退回他送来的钱，于頔深为遗憾。
贞元年间，权德舆掌贡士，举进士异等，至浙西润州佐薛苹幕府，担任校书郎，以鄠县县尉充集贤校理。冯定之前居父丧，因号哭得肺病，至府衙有时不及时，大学士怀疑他恃才怠慢，于是夺其职，让他为大理评事。登朝为太常博士，改任祠部员外郎。
宝历二年（826年），出为郢州刺史。长寿县尉马洪沼告发冯定强夺人妻，将空缺官员的职田禄粟挪为自己费用，唐敬宗下诏监察御史李顾行审理。虽然没有被控告的行为，但他游宴不节，免官。起为国子司业、河南少尹。
太和九年（835年）八月，担任太常少卿。唐文宗听音乐，鄙郑、卫之声，下诏奉常习开元年间《霓裳羽衣舞》，以《云韶乐》配乐。舞曲成，冯定指挥乐工在朝廷演奏，冯定站在中间。唐文宗以他昂首挺胸、目不斜视，好似大树，问他姓氏。翰林学士李珏说是冯定。唐文宗高兴的问道："岂不是能作古章句的人？"于是召他升阶。唐文宗自吟定《送客西江诗》，吟罢更高兴，召他升殿，赐给他禁中瑞锦，令他把自己的古体诗进献。转任谏议大夫、知匦事。
当年，李训事败被杀，士大夫罹祸。文宗改元御前殿，中尉仇士良请用神策仗卫在殿门；冯定抗疏力争论罢。又请允许左右史随宰臣入延英殿记事，宰臣不高兴。开成二年（837年），改太子詹事。开成三年（838年），宰臣郑覃拜太子太师，想要在尚书省处理事务。冯定上奏：“据《六典》，太师应居詹事府，不应该在都省。”于是下诏在本司上事，人们称赞他。开成四年（839年），转任卫尉卿。当年，上章请告老，文宗下诏让他以左散骑常侍致仕。会昌六年（846年），去世，赠工部尚书，谥节。
其文章有名于时，多流传国外。长庆年间，源寂出使新罗，见新罗国人传写讽念冯定所作《黑水碑》、《画鹤记》。韦休符出使吐蕃，见吐蕃国人在屏风写有冯定的《商山记》。其文名播于戎夷。
其子冯衮、冯颛、冯轩、冯岩四人，全都进士登第。咸通年间，历任台省。